# Michel Menu
Michel Menu (Secondigny, 3 de febrero de 1916 - París, 2 de marzo de 2015) fue un personaje destacado del Movimiento Scout de Francia. Fue miembro de los Maquis durante la ocupación alemana, oficial de la Legión de Honor e ingeniero. 
Fue reconocido como quien inició en 1947 la primera reforma del Programa Scout diseñado por Robert Baden-Powell en 1907.
Ocupó el cargo de Comisionado Nacional Scout de la asociación Scouts de France (SDF) entre 1947 y 1956. Además fue Subdirector de Campo de Gilwell Park en 1950. Es el creador de los "Scout raiders" y de los "Goums".

## Sus estudios
Michel obtiene un doctorado en letras con una tesis en ciencias políticas en París. 

## La gran guerra
Atraído por el Ejército del Aire Francés, cursó en la Escuela Superior de artillería de Poitiers donde él crea un Clan de Roverismo. 
A principios de 1940 participa la campaña de Bélgica, como respaldo de Dunkerque, siendo hecho prisionero en Alemania el 1 de junio. 
Realiza tres intentos de escape. Finalmente logra escapar a Francia el 31 de diciembre de 1941.
Michel Menu regresa al combate en relación con la liberación de Francia en Londres y colabora con las fuerzas de autodefensa de Lyon. 
Se convierte en jefe del servicio de evasiones y establece, desde 1943, rutas para facilitar la escapatoria de los fugados a España.
En febrero de 1944, se convierte en Capitán y en junio se une a la resistencia francesa Mary-Basset, cercano a Tarare (Rhône).
Los Maquis eran un grupo de movimientos y canales clandestinos que continuaron la lucha contra el Eje en el territorio francés tras el armisticio del 22 de junio de 1940, hasta la liberación en 1944.
En la liberación, asume actividades de comando y participa con sus estudiantes en Alsacia en noviembre y diciembre de 1944. 
Es desmovilizados de 2 de abril de 1946.

## ElMovimiento Scout

### Su infancia
Michel hizo su promesa Scout tardíamente en 1930, a la edad de 15 años en la 1 re Châtellerault.
Dotado de un espíritu misionero temprano, crea unos pocos años después una patrulla en Thouars (Deux-Sèvres), que se convertirá en una Tropa Scout en 1947. 
Durante estos primeros años, Michel Menu es influido por el padre Doncœur que con sus cadetes ofrece una espiritualidad de acción para los jóvenes adultos.

### Asunción como Comisionado NacionalScout
Tras su desmovilización militar, siendo Comisionado General de los Scouts de France Georges Gauthier los padres Paul Doncœur y Marcel Forestier le proponen que sea el Comisionado Nacional Scout de Scouts de France. 
Menu pide un tiempo, antes hacer cualquier compromiso, para tomar el pulso de las tropas en varias regiones de Francia. Al mismo tiempo, también participa en el entrenamiento de líderes de formación de pasantía en Chamarande donde conoce a François Lebouteux. En estos cursos habla de los dirigentes scouts en un estilo enérgico y contundente que no pasa desapercibido. 
A mediados de 1946 se integra al Equipo nacional del , Comisario General Georges Gauthier en la Rama Scout, siendo asistido por Bernard Faure y Marcel Leclerc.
Michel Rigal, exprisionero durante 5 años en un oflag alemán asume en Roverismo y Françoise Pistre continúa en Lobatismo. 
Los capellanes anteriores conservan su posición: el Padre Marcel Forestier como Asesor NAcional, asistido por los padres Le Bourgeois, Morel, Rimaud y el Abate Joly.

### Su tarea nacional
Michel Menu es señalado como quien inicia la primera reforma del Programa Scout diseñado por Robert Baden-Powell en 1907

#### Sus preocupaciones respecto de lajuventud
En octubre de 1946, sus primeras dos publicaciones se refieren al lugar del Movimiento Scout en los barrios populares y la modernización de las técnicas del Programa Scout. 
Su análisis de la Francia de posguerra enfatiza su preocupación por el materialismo de posguerra y la política intrusiva, destacando que al joven de 1946/1947 ya no le satisface el Programa Scout aplicado previamente al conflicto y que se debe releer el proyecto original de Robert Baden-Powell para jóvenes de 14 a 16 años.
La juventud francesa había descubierto la modernidad a través de las tropas americanas estacionadas en Francia durante la Segunda Guerra Mundial y ya no sentía atraída por una propuesta que se había “aburguesado”. 
Menu encuentra eco en Pierre Goutet, el ex Comisionado Nacional de Roverismo antes de la guerra, con quien convencen al Consejo Nacional de realizar un cambio radical en el Programa Scout y la forma de aplicar su  método educativo. 
Estas dos líneas de pensamientos proponen un cambio ante la falla en la implementación del Programa Scout pero pronto encontrarán soluciones diferentes.
Menu agrega una rama entre los Scouts y el Roverismo y pone el eje en la aventura y recupera ideas originales del woodcraft con la doctrina religiosa del Padre Marcel Forestier expresada en el libro Escultismo, ruta de libertad. En cambio Goutet pone el énfasis del Roverismo en revisar todos los puntos de vista sociales y religiosos para "abrir" el Movimiento Scout al mundo nuevo que surgía luego de la guerra.

#### La propuesta de losRaiders Scouts
En la Asamblea General de 1948, Georges Gauthier explica las causas de la reducción de la membresía del Movimiento Scout en su informe anual: 
- Declive en el espíritu de dedicación y servicio.
- El método y su programa no despierta más interés.
- La crisis de valores.

Michel Menu, a continuación, hace la propuesta de Raiders Scouts.
Menu destaca como problemas de la juventud el "mimetismo instintivo" y el espíritu de "redil de ovejas" creado por la prensa, la radio y el cine. 
Para contrarrestar dicha apatía propone: woodcraft, servicio misionero, deportes, mecánica, uniformes con insignias especiales. 
Finalmente en 1949, los "Raiders Scouts" son lanzados y actúan como una "locomotora" que empuja una renovación del Escultismo rescatando el espíritu de Robert Baden-Powell renovado para los tiempos de posguerra.